# Gili (Vorname)
Gili (hebräisch: גִּילִי) ist ein weiblicher und männlicher Vorname.

## Herkunft und Bedeutung
Der Name bedeutet im Hebräischen meine Freude.

## Bekannte Namensträger

### Weiblich
- Gili Cohen (* 1991), israelische Judoka

### Männlich
- Gili Netanel (* 1977), israelischer Sänger